# We Are Augustines
Pour les articles homonymes, voir Augustines.
We Are Augustines est un groupe américain de rock, originaire de Brooklyn, à New York, actif entre 2010 et 2016. Il est composé du guitariste Billy McCarthy, bassiste Eric Sanderson et batteur Rob Allen.

## Histoire

### Création et débuts (2010)
Après la fin de leur ancien groupe « Pela », Billy McCarthy et Eric Sanderson décident de continuer de produire leurs chansons qui étaient supposées se trouver sur le second album de Pela. Le nom du groupe est choisi en référence au mois d'août en raison des mois de naissance de McCarthy et Sanderson, ainsi que du frère de McCarty (James). L'histoire de James (atteint de schizophrénie il se suicide) est l'une des thèmes majeurs du premier album, Rise Ye Sunken Ships. Pela aussi a connu sa fin au mois d'août 2009. À l'origine, le nom du groupe devait être uniquement « Augustines » mais en raison de cette appellation prise par plusieurs groupes, ils décidèrent de le changer en « We Are Augustines ».

### Rise Ye Sunken Ships(2011–2012)
Rise Ye Sunken Ships est publié en format CD en Amérique du Nord, en Australie, et en Nouvelle-Zélande le 23 août 2011. L'album est publié le 5 mars 2012 à l'international. Le groupe tourne au Royaume-Uni en octobre 2011.
L'album a pour thème des sujets sombres comme la mort du frère et de la mère de McCarthy. Rob Allen, batteur du groupe, explique que même si l'album traite de sujets douloureux, le groupe peut faire preuve d'un profond sens de positivité et d'espoir. Le groupe tourne en Europe en soutien à l'album, jouant à des festivals comme le Pukkelpop, Reading and Leeds et autres grands clubs comme Shepherd's Bush. En 2014, ils jouent avec Frightened Rabbit.
En juin 2011, le clip de Chapel Song remporte le titre de meilleur clip au festival du film Los Angeles Art-House. En mars 2012, le groupe effectue une session d'enregistrement aux Abbey Road Studios. Ils publient le clip du troisième single de Rise Ye Sunken Ships, Juarez, le 11 avril 2012.

### Augustines(2013–2015)

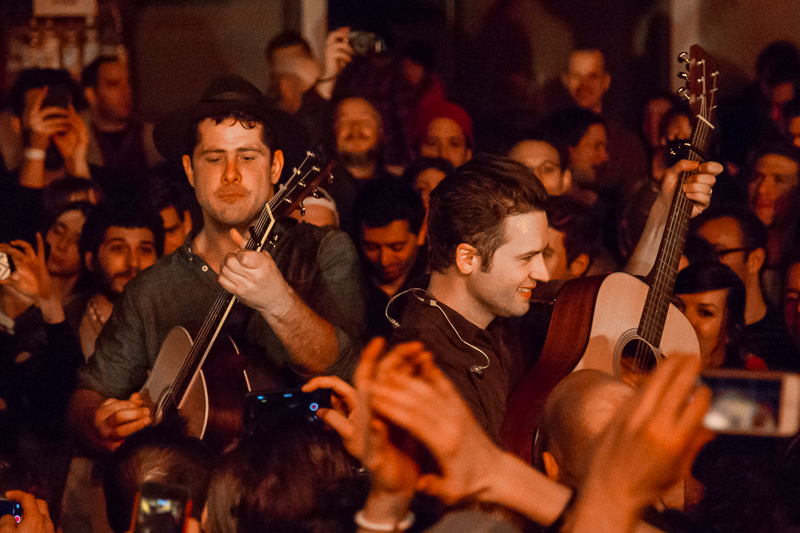
We Are Augustines en 2014.

À la fin 2013, le groupe passe plusieurs semaines en studio avec Peter Katis (Frightened Rabbit, We Were Promised Jetpacks, Jónsi Birgisson) sur leur deuxième album, Augustines. Après avoir terminé l'album (publié au début de 2014), le groupe embarque pour une tournée américaine. Augustines reviennent au Royaume-Uni au début d'avril, et passe son temps dans les festivals européens. Après quelques dates américaines, ils reviennent en automne en Europe. Le groupe termine l'année en jouant au London Roundhouse. Un documentaire est filmé et appelé Rise.
En août 2015, le groupe complète une tournée américaine et européenne, puis annonce un troisième album.

### This Is Your Lifeet séparation (2016)
Augustines publie son troisième album, This Is Your Life, le 10 juin 2016. Le 6 septembre, ils annoncent l'annulation de plusieurs dates à cause de contraintes budgétaires. Augustines donne son dernier concert le 31 octobre 2016 à l'O2 Academy de Liverpool. Ils terminent avec Cruel City, issu de leur deuxième album.
Le concert est diffusé en direct sur Facebook.

## Discographie

### Albums studio
- 2011 : Rise Ye Sunken Ships
- 2014 : Augustines
- 2016 : This Is Your Life

### Singles et EP
- 2012 : Rock the Vote
- 2012 : iTunes Session